# Euler-Mascheroni-Konstante

Die blaue Fläche stellt die Eulersche Konstante dar.

Die Euler-Mascheroni-Konstante (nach den Mathematikern Leonhard Euler und Lorenzo Mascheroni), auch Eulersche Konstante, ist eine wichtige mathematische Konstante, die besonders in den Bereichen Zahlentheorie und Analysis auftritt. Sie wird mit dem griechischen Buchstaben {\displaystyle \gamma } (Gamma) bezeichnet.
Ihre Definition lautet:
{\displaystyle \gamma =\lim _{n\to \infty }\left(H_{n}-\ln n\right)=\lim _{n\rightarrow \infty }\left(\sum _{k=1}^{n}{\frac {1}{k}}-\ln n\right)=\int _{1}^{\infty }\left({1 \over \lfloor x\rfloor }-{1 \over x}\right)\,\mathrm {d} x,}
wobei {\displaystyle H_{n}} die {\displaystyle n}-te harmonische Zahl, {\displaystyle \ln } den natürlichen Logarithmus und {\displaystyle \lfloor x\rfloor } die Abrundungsfunktion bezeichnet.
Die ersten 100 dezimalen Nachkommastellen lauten (siehe: Folge A001620 in OEIS)
{\displaystyle \gamma } = 0,57721 56649 01532 86060 65120 90082 40243 10421 59335 93992 35988 05767 23488 48677 26777 66467 09369 47063 29174 67495 …
Mit Stand vom September 2023, Berechnung abgeschlossen am 7. September 2023, sind 1.337.000.000.000 dezimale Nachkommastellen bekannt.

## Allgemeines
Trotz großer Anstrengungen ist bis heute unbekannt, ob diese Zahl rational oder irrational, ob sie algebraisch oder transzendent ist. Es wird aber stark vermutet, dass sie zumindest eine irrationale Zahl ist. Den ersten konkreten Beweisversuch hierzu unternahm 1926 Paul Émile Appell mit Hilfe der unten genannten Entwicklung von Joseph Ser. Durch Berechnung der Kettenbruchentwicklung von {\displaystyle \gamma } (Folge A002852 in OEIS)
{\displaystyle \gamma =\left[0;\ 1,1,2,1,2,1,4,3,13,5,1,1,8,1,2,4,1,1,40,1,11,3,7,1,7,1,1,5,1,49,4,1,65,1,4,7,11,1,399,2,1,3,2,1,2,1,5,3,2,1,\,\dotsc \right]}
erhält man untere Schranken für positive ganze Zahlen {\displaystyle p} und {\displaystyle q} mit {\displaystyle \gamma ={\tfrac {p}{q}}} (zum Beispiel ergeben 475.006 Teilnenner die Abschätzung {\displaystyle q>10^{244.663}}).
Im Gegensatz zu Quadratwurzeln aus rationalen Zahlen beim Satz des Pythagoras und zur Kreiszahl {\displaystyle \pi } bei Umfang und Fläche eines Kreises mit rationalem Radius tritt die Eulersche Konstante bei endlichen elementargeometrischen Problemen nicht auf.
Es gibt jedoch viele technische Probleme, die auf die Summierung der endlichen harmonischen Reihe {\displaystyle H_{n}} führen, wie etwa das Schwerpunktproblem des freitragenden Auslegers oder das Problem der optimalen Sitzreihen-Erhöhung in Theatern und Kinos. Die Eulersche Konstante tritt bei vielen Problemen der Analysis, Zahlentheorie und Funktionentheorie und insbesondere bei speziellen Funktionen auf.

## Die Euler-Mascheroni-Konstante in mathematischen Problemen
Die Eulersche Konstante tritt in der Mathematik häufig und manchmal auch ganz unerwartet in unterschiedlichen Teilgebieten auf. Hauptsächlich tritt sie bei Grenzwertprozessen von Zahlenfolgen und Funktionen sowie bei Grenzwerten der Differential- und Integralrechnung auf.
Das Auftreten lässt sich (wie auch bei anderen mathematischen Konstanten) je nach Art des Grenzwertes oder der Reihenentwicklung unterteilen.

## Konvergenz
Die Existenz der Eulerschen Konstanten ergibt sich aus der Teleskopsumme
{\displaystyle \gamma =\lim _{n\rightarrow \infty }\left[\sum _{k=1}^{n}{\frac {1}{k}}-\ln(n+1)\right]=\sum _{k=1}^{\infty }\left[{\frac {1}{k}}-\ln {\biggl (}{\frac {k+1}{k}}{\biggr )}\right]}
Da {\displaystyle \ln(n+1)-\ln(n)} eine Nullfolge ist, kann im definierenden Grenzwert {\displaystyle \ln(n+1)} anstelle von {\displaystyle \ln(n)} verwendet werden.
Es gilt
{\displaystyle {\frac {1}{k}}-\ln {\frac {k+1}{k}}={\frac {1}{k}}-\int _{k}^{k+1}{\frac {\mathrm {d} x}{x}}=\int _{k}^{k+1}{\frac {x-k}{xk}}\,\mathrm {d} x={\frac {1}{k}}\int _{0}^{1}{\frac {x}{x+k}}\,\mathrm {d} x.}
Wegen
{\displaystyle {\frac {1}{2(k+1)}}=\int _{0}^{1}{\frac {x}{1+k}}\,\mathrm {d} x\leq \int _{0}^{1}{\frac {x}{x+k}}\,\mathrm {d} x\leq \int _{0}^{1}{\frac {x}{k}}\,\mathrm {d} x={\frac {1}{2k}}}
gilt also
{\displaystyle {\frac {1}{2k\cdot (k+1)}}\leq {\frac {1}{k}}-\ln {\frac {k+1}{k}}\leq {\frac {1}{2k^{2}}}}
und somit konvergiert die Summe gemäß dem Majorantenkriterium.
Insbesondere folgt aus diesem elementaren Argument und
{\displaystyle \sum _{k=1}^{\infty }{\frac {1}{k\cdot (k+1)}}=\sum _{k=1}^{\infty }\left({\frac {1}{k}}-{\frac {1}{k+1}}\right)=1}
sowie dem Basler Problem, dass
{\displaystyle {\frac {1}{2}}\leq \gamma \leq {\frac {\pi ^{2}}{12}}}
gilt.

## Zetafunktion und Gammafunktion
Der Wert {\displaystyle \gamma } ist das Negative der Ableitung der Gammafunktion an der Stelle 1, also
{\displaystyle \Gamma ^{\prime }(1)=\psi (1)=-\gamma }.
Hieraus ergeben sich die folgenden Grenzwertdarstellungen, wobei {\displaystyle \zeta (s)} die Riemannsche Zeta-Funktion und {\displaystyle \psi (z)} die Digamma-Funktion bezeichnet:
{\displaystyle \lim _{s\to 1}\left(\zeta (s)-{\frac {1}{s-1}}\right)=\gamma }
{\displaystyle \lim _{z\to 0}\left\{\Gamma (z)-{\frac {1}{z}}\right\}=\lim _{z\to 0}\left\{\psi (z)+{\frac {1}{z}}\right\}=-\gamma }
{\displaystyle \lim _{z\to 0}{\frac {1}{z}}\left\{{\frac {1}{\Gamma (1+z)}}-{\frac {1}{\Gamma (1-z)}}\right\}=2\gamma }
{\displaystyle \lim _{z\to 0}{\frac {1}{z}}\left\{{\frac {1}{\psi (1-z)}}-{\frac {1}{\psi (1+z)}}\right\}={\frac {\pi ^{2}}{3\gamma ^{2}}}}
Die Euler-Mascheroni-Konstante taucht oft in Entwicklungen spezieller Funktionen, z. B. bei der Reihenentwicklung des Integrallogarithmus von Leopold Schendel, der Besselfunktionen oder der Weierstraßschen Darstellung der Gammafunktion auf.

## Liste bestimmter Integrale
Hier gibt es eine reichhaltige Fülle, zum Beispiel:
| {\displaystyle {\begin{aligned}\gamma &=-\int _{0}^{1}\ln(-\ln x)\,\mathrm {d} x\\\gamma &=-\int _{0}^{\infty }e^{-x}\ln x\,\mathrm {d} x\\\gamma &=\int _{0}^{\infty }\left({\frac {1}{e^{x}-1}}-{\frac {1}{xe^{x}}}\right)\,\mathrm {d} x\\\gamma &=\int _{0}^{1}\left({\frac {1}{\ln x}}+{\frac {1}{1-x}}\right)\,\mathrm {d} x\\\gamma &={\frac {1}{2}}+\int _{0}^{\infty }{\frac {2x}{(x^{2}+1)(e^{2\pi x}-1)}}\,\mathrm {d} x\\\gamma &={\frac {\ln(2)}{2}}+{\frac {1}{\ln(2)}}\int _{0}^{\infty }{\frac {2\arctan(x)-x\ln(x^{2}+1)}{2(x^{2}+1)\sinh(\pi x)}}\,\mathrm {d} x\\\gamma &=\int _{0}^{\infty }{\biggl [}\exp(x)\mathrm {E} _{1}(x)-{\frac {1}{x+1}}{\biggr ]}\,\mathrm {d} x\\\gamma &=\int _{0}^{\infty }{\frac {1}{x}}{\biggl [}{\frac {1}{x+1}}-\exp(-x){\biggr ]}\,\mathrm {d} x\\\gamma &=\int _{0}^{\infty }{\frac {2}{x}}{\bigl [}\exp(-x^{2})-\exp(-x){\bigr ]}\,\mathrm {d} x\\\gamma &=\int _{0}^{\infty }{\frac {1}{2x}}{\bigl [}\exp(x^{2})\operatorname {erfc} (x)+2\pi ^{-1/2}x-1{\bigr ]}{\bigl \{}\vartheta _{00}{\bigl [}\exp(-x^{2}){\bigr ]}-1{\bigr \}}\,\mathrm {d} x\end{aligned}}} |
Oder auch:
| {\displaystyle {\begin{aligned}\int _{0}^{\infty }e^{-x}\ln ^{2}x\,\mathrm {d} x&={\frac {\pi ^{2}}{6}}+\gamma ^{2}\\\int _{0}^{\infty }e^{-x^{2}}\ln x\,\mathrm {d} x&=-{\frac {\sqrt {\pi }}{4}}(\gamma +2\ln 2)\end{aligned}}} |
Diese Integrale werden im Folgenden sukzessiv bewiesen.

## Beweise der bestimmten Integrale

### Beweisführung einer Zetafunktionssumme
Zu Beginn ist diese in der Einführung genannte Summe gegeben:
| {\displaystyle \gamma =\sum _{k=1}^{\infty }{\biggl [}{\frac {1}{k}}-\ln {\biggl (}1+{\frac {1}{k}}{\biggr )}{\biggr ]}} |
Als Nächstes wird folgende Identität bewiesen:
| {\displaystyle \gamma =\sum _{n=1}^{\infty }{\biggl [}{\frac {\zeta (2n)}{2n}}-{\frac {\zeta (2n+1)}{2n+1}}{\biggr ]}} |
Dieser Beweis kann direkt über die Definition der Riemannschen Zetafunktion zustande gebracht werden:
{\displaystyle \sum _{n=1}^{\infty }{\biggl [}{\frac {\zeta (2n)}{2n}}-{\frac {\zeta (2n+1)}{2n+1}}{\biggr ]}=\sum _{n=1}^{\infty }{\biggl (}{\frac {1}{2n}}\sum _{k=1}^{\infty }{\frac {1}{k^{2n}}}-{\frac {1}{2n+1}}\sum _{k=1}^{\infty }{\frac {1}{k^{2n+1}}}{\biggr )}=}
{\displaystyle =\sum _{n=1}^{\infty }\sum _{k=1}^{\infty }{\biggl [}{\frac {1}{2n\,k^{2n}}}-{\frac {1}{(2n+1)\,k^{2n+1}}}{\biggr ]}=\sum _{k=1}^{\infty }\sum _{n=1}^{\infty }{\biggl [}{\frac {1}{2n\,k^{2n}}}-{\frac {1}{(2n+1)\,k^{2n+1}}}{\biggr ]}=}
{\displaystyle =\sum _{k=1}^{\infty }{\biggl [}{\frac {1}{k}}-\ln {\biggl (}1+{\frac {1}{k}}{\biggr )}{\biggr ]}=\gamma }
Der letzte Rechenschritt basiert auf der Ursprungsstammfunktion von der alternierenden geometrischen Reihe:
{\displaystyle \sum _{n=1}^{\infty }{\bigl (}x^{2n-1}-x^{2n}{\bigr )}={\frac {x}{1+x}}}
{\displaystyle \sum _{n=1}^{\infty }{\biggl (}{\frac {x^{2n}}{2n}}-{\frac {x^{2n+1}}{2n+1}}{\biggr )}=x-\ln(1+x)}
Durch Einsatz von {\displaystyle x=1/k} in die nun genannte Formel entsteht das in der Gleichungskette gezeigte Endresultat.
Analog zur gezeigten Formel mit der Zetafunktion gilt für die Dirichletsche Etafunktion diese Formel:
{\displaystyle \sum _{n=1}^{\infty }{\biggl [}{\frac {\eta (2n)}{2n}}-{\frac {\eta (2n+1)}{2n+1}}{\biggr ]}=\sum _{k=1}^{\infty }(-1)^{k+1}{\biggl [}{\frac {1}{k}}-\ln {\biggl (}{\frac {k+1}{k}}{\biggr )}{\biggr ]}=\ln {\bigl (}{\frac {4}{\pi }}{\bigr )}}
Denn auf der rechten Seite in der alternierenden Differenz erscheint im Numerus des Logarithmus Naturalis das Wallissche Produkt und der Minuend in dieser alternierenden Differenz ergibt die alternierende Differenz der Kehrwerte der natürlichen Zahlen, welche der Logarithmus Naturalis von Zwei ist.

### Beweisführung des Exponentialintegrals
Das drittoberste Integral in der Auflistung kann so bewiesen werden:
{\displaystyle \int _{0}^{\infty }{\frac {1}{\exp(x)-1}}-{\frac {1}{x\exp(x)}}\,\mathrm {d} x=\int _{0}^{\infty }{\frac {\exp(-x)+x-1}{x[\exp(x)-1]}}\,\mathrm {d} x=\int _{0}^{\infty }{\frac {1}{x[\exp(x)-1]}}\sum _{n=1}^{\infty }{\biggl [}{\frac {x^{2n}}{(2n)!}}-{\frac {x^{2n+1}}{(2n+1)!}}{\biggr ]}\mathrm {d} x=}
{\displaystyle =\int _{0}^{\infty }\sum _{n=1}^{\infty }{\biggl \{}{\frac {1}{\exp(x)-1}}{\biggl [}{\frac {x^{2n-1}}{(2n)!}}-{\frac {x^{2n}}{(2n+1)!}}{\biggr ]}{\biggr \}}\mathrm {d} x=\sum _{n=1}^{\infty }\int _{0}^{\infty }{\biggl \{}{\frac {1}{\exp(x)-1}}{\biggl [}{\frac {x^{2n-1}}{(2n)!}}-{\frac {x^{2n}}{(2n+1)!}}{\biggr ]}{\biggr \}}\mathrm {d} x=}
{\displaystyle =\sum _{n=1}^{\infty }{\biggl [}{\frac {1}{(2n)!}}\int _{0}^{\infty }{\frac {x^{2n-1}}{\exp(x)-1}}\,\mathrm {d} x-{\frac {1}{(2n+1)!}}\int _{0}^{\infty }{\frac {x^{2n}}{\exp(x)-1}}\,\mathrm {d} x{\biggr ]}=\sum _{n=1}^{\infty }{\biggl [}{\frac {(2n-1)!\,\zeta (2n)}{(2n)!}}-{\frac {(2n)!\,\zeta (2n+1)}{(2n+1)!}}{\biggr ]}=}
{\displaystyle =\sum _{n=1}^{\infty }{\biggl [}{\frac {\zeta (2n)}{2n}}-{\frac {\zeta (2n+1)}{2n+1}}{\biggr ]}=\gamma }
Bei dem Integral in der dritten Zeile der jetzt gezeigten Gleichungskette handelt es sich um den Debyeschen Funktionswert von plus unendlich.
{\displaystyle \int _{0}^{\infty }{\frac {x^{m}}{\exp(x)-1}}\,\mathrm {d} x=m!\,\zeta (m+1)}

### Beweisführung des Integrals über den Logarithmus
Das zweitoberste Integral in der Auflistung folgt aus dieser Ableitung:
{\displaystyle {\frac {\mathrm {d} }{\mathrm {d} x}}{\biggl \{}\ln[1-\exp(-x)]-{\frac {\ln(x)}{\exp(x)}}{\biggr \}}={\frac {1}{\exp(x)-1}}-{\frac {1}{x\exp(x)}}+{\frac {\ln(x)}{\exp(x)}}}
Nach der Regel von de L’Hospital gelten folgende Grenzwerte:
{\displaystyle \lim _{x\rightarrow 0}{\biggl \{}\ln[1-\exp(-x)]-{\frac {\ln(x)}{\exp(x)}}{\biggr \}}=0}
{\displaystyle \lim _{x\rightarrow +\infty }{\biggl \{}\ln[1-\exp(-x)]-{\frac {\ln(x)}{\exp(x)}}{\biggr \}}=0}
Somit gilt dieses Integral:
{\displaystyle \int _{0}^{\infty }{\frac {1}{\exp(x)-1}}-{\frac {1}{x\exp(x)}}+{\frac {\ln(x)}{\exp(x)}}\mathrm {d} x=0}
Durch Äquivalenzumformung entsteht folgende Identität:
{\displaystyle -\int _{0}^{\infty }{\frac {\ln(x)}{\exp(x)}}{\text{d}}x=\int _{0}^{\infty }{\frac {1}{\exp(x)-1}}-{\frac {1}{x\exp(x)}}\mathrm {d} x=\gamma }
Das oberste und viertoberste Integral entstehen durch Substitution mit dem negativen natürlichen Logarithmus.

### Beweisführung des Integrals über die Integralexponentialfunktion
Folgendes Integral zur Mascheroni-Konstante kann über den Satz von Fubini bewiesen werden:
{\displaystyle \int _{0}^{\infty }\left[\exp(x)\,\mathrm {E} _{1}(x)-{\frac {1}{x+1}}\right]\,\mathrm {d} x=\int _{0}^{\infty }\int _{0}^{\infty }\exp(-y)\left({\frac {1}{x+y}}-{\frac {1}{x+1}}\right)\,\mathrm {d} y\,\mathrm {d} x=}
{\displaystyle =\int _{0}^{\infty }\int _{0}^{\infty }\exp(-y)\left({\frac {1}{x+y}}-{\frac {1}{x+1}}\right)\,\mathrm {d} x\,\mathrm {d} y=\int _{0}^{\infty }-\exp(-y)\ln(y)\,\mathrm {d} y=\gamma }
Der große Buchstabe E drückt die komplementäre Integralexponentialfunktion aus:
{\displaystyle \mathrm {E} _{1}(x)=\exp(-x)\int _{0}^{\infty }{\frac {\exp(-xy)}{y+1}}\,\mathrm {d} y}
Dann gilt auch:
{\displaystyle {\frac {\mathrm {d} }{\mathrm {d} x}}\,\mathrm {E} _{1}(x)=-\,{\frac {1}{x}}\exp(-x)}
Verallgemeinert gilt somit für die Integration:
{\displaystyle {\frac {\exp(-ax)}{bx+c}}={\frac {\mathrm {d} }{\mathrm {d} x}}{\biggl \{}-{\frac {1}{b}}\exp {\bigl (}{\frac {ac}{b}}{\bigr )}\,\mathrm {E} _{1}{\bigl [}{\frac {a}{b}}{\bigl (}bx+c{\bigr )}{\bigr ]}{\biggr \}}}
{\displaystyle \int _{0}^{\infty }{\frac {\exp(-ax)}{bx+c}}\,\mathrm {d} x={\biggl \{}-{\frac {1}{b}}\exp {\bigl (}{\frac {ac}{b}}{\bigr )}\,\mathrm {E} _{1}{\bigl [}{\frac {a}{b}}{\bigl (}bx+c{\bigr )}{\bigr ]}{\biggr \}}_{x=0}^{x=\infty }={\frac {1}{b}}\exp {\bigl (}{\frac {ac}{b}}{\bigr )}\,\mathrm {E} _{1}{\bigl (}{\frac {ac}{b}}{\bigr )}}

### Beweisführung des Integrals über den Kehrwert der Nachfolgerfunktion
Ebenso kann das anschließende Integral zur Mascheroni-Konstante über den Satz von Fubini bewiesen werden:
{\displaystyle \int _{0}^{\infty }{\frac {1}{x}}{\biggl [}{\frac {1}{x+1}}-\exp(-x){\biggr ]}\,\mathrm {d} x=\int _{0}^{\infty }\int _{0}^{\infty }\exp(-xy){\biggl [}{\frac {1}{x+1}}-\exp(-x){\biggr ]}\,\mathrm {d} y\,\mathrm {d} x=}
{\displaystyle =\int _{0}^{\infty }\int _{0}^{\infty }\exp(-xy){\biggl [}{\frac {1}{x+1}}-\exp(-x){\biggr ]}\,\mathrm {d} x\,\mathrm {d} y=\int _{0}^{\infty }{\biggl [}\exp(y)\,\mathrm {E} _{1}(y)-{\frac {1}{y+1}}{\biggr ]}\,\mathrm {d} y=\gamma }
Das fünftoberste und sechstoberste Integral resultiert aus der Abel-Plana-Summenformel und geht durch die Mellin-Transformation hervor.
Das zweitunterste Integral entsteht aus der Reihendarstellung der Integralexponentialfunktion Ei(x).
Und das unterste Integral entsteht direkt aus der genannten Reihe für die Euler-Mascheroni-Konstante über die Riemannsche Zetafunktion.

## Beschreibung weiterer Integrale

### Parameterintegrale
Es gibt auch viele invariante Parameterintegrale, zum Beispiel:
{\displaystyle {\begin{aligned}\gamma &=\int _{0}^{\infty }\left({\frac {1}{x^{k}+1}}-e^{-x}\right){\frac {\mathrm {d} x}{x}},\quad k>0\\\gamma &=\int _{0}^{\infty }\left({\frac {1}{kx+1}}-e^{-kx}\right){\frac {\mathrm {d} x}{x}},\quad k>0\end{aligned}}}
Beide Parameterintegrale sollen im nun Folgenden bewiesen werden:
Gegeben steht das im vorherigen Abschnitt bewiesene Integral:
{\displaystyle \int _{0}^{\infty }{\frac {1}{x}}{\biggl [}{\frac {1}{x+1}}-\exp(-x){\biggr ]}\,\mathrm {d} x=\gamma }
Und folgendes Zweiparameterintegral ergibt konstant für alle positiven Werte v und w den Wert Null:
{\displaystyle \int _{0}^{\infty }{\frac {1}{x}}{\biggl (}{\frac {1}{x^{v}+1}}-{\frac {1}{x^{w}+1}}{\biggr )}\,\mathrm {d} x=0}
Wenn dieses Parameterintegral in das genannte schon bewiesene Integral eingepflanzt wird, dann entsteht direkt das erste der beiden genannten Parameterintegrale mit dem positiven k-Ausdruck. Und das genannte Zweiparameterintegral ist deswegen für alle positiven Werte v und w gültig, weil folgende Stammfunktion gilt:
{\displaystyle \int _{0}^{\infty }{\frac {1}{x}}{\biggl (}{\frac {1}{x^{v}+1}}-{\frac {1}{x^{w}+1}}{\biggr )}\,\mathrm {d} x={\biggl [}{\frac {1}{v}}\ln(x^{v}+1)-{\frac {1}{w}}\ln(x^{w}+1){\biggr ]}_{x=0}^{x=\infty }=}
{\displaystyle ={\biggl [}\ln {\bigl (}{\sqrt[{v}]{x^{v}+1}}{\bigr )}-\ln {\bigl (}{\sqrt[{w}]{x^{w}+1}}{\bigr )}{\biggr ]}_{x=0}^{x=\infty }=0}
Das zweite mit dem k-Ausdruck dargestellte Parameterintegral kommt durch innere Substitution und durch die sogenannte Nachdifferenzierung nach der Kettenregel zustande.

### Forschungsresultate des Mathematikers Sondow
Man kann {\displaystyle \gamma } auch als ein Doppelintegral (J. Sondow 2003, 2005) mit der äquivalenten Reihe ausdrücken:
{\displaystyle \gamma =\int _{0}^{1}\int _{0}^{1}{\frac {x-1}{(1-xy)\ln(xy)}}\,\mathrm {d} x\,\mathrm {d} y=\sum _{n=1}^{\infty }\left({\frac {1}{n}}-\ln {\frac {n+1}{n}}\right)}.
Es gibt einen interessanten Vergleich (J. Sondow 2005) des Doppelintegrals und der alternierenden Reihe:
{\displaystyle \ln \left({\frac {4}{\pi }}\right)=\int _{0}^{1}\int _{0}^{1}{\frac {x-1}{(1+xy)\ln(xy)}}\,\mathrm {d} x\,\mathrm {d} y=\sum _{n=1}^{\infty }(-1)^{n-1}\left({\frac {1}{n}}-\ln {\frac {n+1}{n}}\right)}.
In diesem Sinne kann man sagen, dass {\displaystyle \ln {\big (}{\tfrac {4}{\pi }}{\big )}} die „alternierende Eulersche Konstante“ ist (Folge A094640 in OEIS).
Ein weiteres Doppelintegral handelt von der harmonischen Reihe als Funktion:
{\displaystyle \gamma =\int _{0}^{1}\int _{0}^{1}{\frac {1-x^{y}}{1-x}}\,\mathrm {d} x\,\mathrm {d} y=\int _{0}^{1}H(y)\,\mathrm {d} y}
Außerdem sind diese zwei Konstanten mit dem Paar
{\displaystyle \sum _{n=1}^{\infty }{\frac {N_{1}(n)+N_{0}(n)}{2n(2n+1)}}=\gamma ,}
{\displaystyle \sum _{n=1}^{\infty }{\frac {N_{1}(n)-N_{0}(n)}{2n(2n+1)}}=\ln \left({\frac {4}{\pi }}\right)}
von Reihen verknüpft, wobei {\displaystyle N_{1}(n)} und {\displaystyle N_{0}(n)} die Anzahl der Einsen bzw. der Nullen in der Binärentwicklung von {\displaystyle n} sind (Sondow 2010).

### Produktreihen
Ferner gibt es eine ebenso reichhaltige Fülle an unendlichen Summen und Produkten, etwa
{\displaystyle {\begin{aligned}e^{\gamma }&=\lim _{n\to \infty }{\frac {1}{\ln n}}\prod _{p\leq n,p{\text{ prim}}}\left(1-{\frac {1}{p}}\right)^{-1}\\{\frac {6}{\pi ^{2}}}e^{\gamma }&=\lim _{n\to \infty }{\frac {1}{\ln n}}\prod _{p\leq n,p{\text{ prim}}}\left(1+{\frac {1}{p}}\right)\\\gamma &=\lim _{x\to 1^{+}}\sum _{n=1}^{\infty }\left({\frac {1}{n^{x}}}-{\frac {1}{x^{n}}}\right).\end{aligned}}}
Diese Reihen bilden somit zu den Eulerschen Produktdarstellungen von der Riemannschen Zetafunktion eine Abwandlung.

### Kummersche Reihen
Reihen mit rationalen Termen stammen von Euler, Fontana and Mascheroni, Giovanni Enrico Eugenio Vacca, S. Ramanujan und Joseph Ser. An Reihen mit irrationalen Gliedern gibt es unzählige Variationen, deren Glieder aus rational gewichteten Werten der riemannschen Zeta-Funktion an den ungeraden Argumentstellen ζ(3), ζ(5), … bestehen.
Ein Beispiel einer besonders schnell konvergierenden Reihe ist:
{\displaystyle \sum _{n=1}^{\infty }{\frac {\zeta (2n+1)-1}{(2n+1)2^{2n}}}=1+\ln 2-\ln 3-\gamma =} 0,0173192269903…
Eine weitere Reihe ergibt sich aus der Kummerschen Reihe der Gammafunktion:
{\displaystyle \gamma =\ln \pi -4\ln \Gamma {\big (}{\tfrac {3}{4}}{\big )}+{\frac {4}{\pi }}\sum _{k=1}^{\infty }(-1)^{k+1}{\frac {\ln(2k+1)}{2k+1}}}

## Bezeichnungen
Man kann sagen, dass die Eulersche Konstante diejenige Konstante mit den meisten Bezeichnungen ist. Euler selbst bezeichnete sie mit C und gelegentlich mit O oder n. Es ist jedoch zweifelhaft, ob er damit ein eigenständiges Symbol für seine Konstante einführen wollte. Mascheroni bezeichnete die Konstante nicht – wie oft behauptet – mit γ, sondern mit A. Das γ-Missverständnis rührt von dem häufig unüberprüft zitierten Artikel von J. W. L. Glaisher her (wobei Glaisher dort ausdrücklich anmerkt, dass er Mascheronis Buch nicht gesehen hat):

“Euler’s constant (which throughout
  this note will be called γ after Mascheroni, De Morgan, &c.) […]

    It is clearly convenient that the constant should generally
  be denoted by the same letter. Euler used C and O for it;
  Legendre, Lindman, &c., C; De Haan A; and Mascheroni,
  De Morgan, Boole, &c., have written it γ, which is clearly
  the most suitable, if it is to have a distinctive letter assigned
  to it. It has sometimes (as in Crelle, t. 57, p. 128) been
  quoted as Mascheroni’s constant, but it is evident that Euler’s
  labours have abundantly justified his claim to its being named
  after him.”

Andere Mathematiker verwenden die Bezeichnungen C, c, ℭ, H, γ, E, K, M, l. Der Ursprung der heute üblichen Bezeichnung γ ist nicht sicher. Carl Anton Bretschneider verwendete die Bezeichnung γ neben c in einem 1835 entstandenen und 1837 veröffentlichten Artikel, Augustus De Morgan führte die Bezeichnung γ in einem in Teilen von 1836 bis 1842 veröffentlichten Lehrbuch im Rahmen der Behandlung der Gammafunktion ein.

## Verallgemeinerungen

### Stieltjes-Konstanten
Die Eulersche Konstante kennt mehrere Verallgemeinerungen. Die wichtigste und bekannteste ist die der Stieltjes-Konstanten:
{\displaystyle \gamma _{n}:=\lim _{m\to \infty }\left(\sum _{k=1}^{m}{\frac {\ln ^{n}\left(k\right)}{k}}-{\frac {\ln ^{n+1}\left(m\right)}{n+1}}\right),\quad n=0,1,2,\dotsc }
Die Euler-Mascheroni-Konstante {\displaystyle \gamma =\gamma _{0}} ergibt sich für {\displaystyle n=0}:
{\displaystyle \gamma :=\lim _{m\to \infty }\left(\sum _{k=1}^{m}{\frac {1}{k}}-{\ln \left(m\right)}\right)}

### Fakultät und Gammafunktion
Gegeben war diese Summendefinition für die Euler-Mascheroni-Konstante:
{\displaystyle \gamma =\sum _{n=1}^{\infty }{\biggl [}{\frac {1}{n}}-\ln {\biggl (}1+{\frac {1}{n}}{\biggr )}{\biggr ]}}
Verallgemeinert gelten diese beiden zueinander identischen Ausdrücke:
| {\displaystyle \gamma \,x+\ln {\bigl [}\Pi (x){\bigr ]}=\sum _{n=1}^{\infty }{\biggl [}{\frac {x}{n}}-\ln {\biggl (}1+{\frac {x}{n}}{\biggr )}{\biggr ]}} {\displaystyle \gamma \,x+\ln {\bigl [}\Gamma (x+1){\bigr ]}=\sum _{n=1}^{\infty }{\biggl [}{\frac {x}{n}}-\ln {\biggl (}1+{\frac {x}{n}}{\biggr )}{\biggr ]}} |
Beispielsweise gilt:
{\displaystyle {\frac {\gamma }{2}}-{\frac {1}{2}}\ln \left({\frac {4}{\pi }}\right)={\frac {\gamma }{2}}+\ln \left[\Pi \left({\frac {1}{2}}\right)\right]=\sum _{n=1}^{\infty }{\biggl [}{\frac {1}{2n}}-\ln {\biggl (}1+{\frac {1}{2n}}{\biggr )}{\biggr ]}}
Die im Kästchen genannten Verallgemeinerungsformeln gehen direkt aus der Weierstraßschen Definition der Harmonischen Reihenfunktion hervor:
{\displaystyle \mathrm {H} (x)=\sum _{n=1}^{\infty }\left({\frac {1}{n}}-{\frac {1}{n+x}}\right)}
Denn durch Bildung der Ursprungsstammfunktion bezüglich x entstehen die beiden Formeln im Kästchen.
Folgende Ableitungsgesetze sind gültig:
{\displaystyle \mathrm {H} (x)=\gamma +{\frac {1}{\Pi (x)}}\,{\frac {\mathrm {d} }{\mathrm {d} x}}\,\Pi (x)}
{\displaystyle \mathrm {H} (x)={\frac {\mathrm {d} }{\mathrm {d} x}}{\bigl \{}\gamma \,x+\ln {\bigl [}\Pi (x){\bigr ]}{\bigr \}}}
{\displaystyle \mathrm {H} (x)={\frac {\mathrm {d} }{\mathrm {d} x}}{\bigl \{}\gamma \,x+\ln {\bigl [}\Gamma (x+1){\bigr ]}{\bigr \}}}
Die kontinuierliche Fakultätsfunktion ist gleich der Gaussschen Pifunktion.
Und die Gaußsche Pifunktion ergibt sich als Gammafunktion aus der Nachfolgerfunktion.
So lautet die Produktreihendefinition nach Weierstraß für diese berühmte Funktion:
{\displaystyle x!=\Pi (x)=\Gamma (x+1)=\exp(-\,\gamma \,x)\prod _{n=1}^{\infty }\left[\left(1+{\frac {x}{n}}\right)^{-1}\exp \left({\frac {x}{n}}\right)\right]}
Aus den genannten Verallgemeinerungsformeln folgt auch:
{\displaystyle \sum _{m=1}^{\infty }{\biggl [}{\frac {\zeta (2m)}{2m}}\,x^{2m}-{\frac {\zeta (2m+1)}{2m+1}}\,x^{2m+1}{\biggr ]}=\gamma \,x+\ln {\bigl [}\Pi (x){\bigr ]}}
Beispielsweise gilt:
{\displaystyle \sum _{m=1}^{\infty }{\biggl [}{\frac {\zeta (2m)}{2m\,2^{2m}}}-{\frac {\zeta (2m+1)}{(2m+1)\,2^{2m+1}}}{\biggr ]}={\frac {\gamma }{2}}-{\frac {1}{2}}\ln \left({\frac {4}{\pi }}\right)}
Und aus diesen Summen folgt nach dem ebenso:
{\displaystyle \int _{0}^{\infty }{\frac {\exp(-xy)+xy-1}{y\,{\bigl [}\exp(y)-1{\bigr ]}}}\,\mathrm {d} y=\gamma \,x+\ln \left[\Pi (x)\right]}
Beispielsweise gilt:
{\displaystyle \int _{0}^{\infty }{\frac {\exp(-y/2)+y/2-1}{y\,{\bigl [}\exp(y)-1{\bigr ]}}}\,\mathrm {d} y={\frac {\gamma }{2}}-{\frac {1}{2}}\ln \left({\frac {4}{\pi }}\right)}

## Anzahl berechneter Dezimalstellen
1734 berechnete Leonhard Euler sechs Dezimalstellen (fünf gültige), später 16 Stellen (15 gültige). 1790 berechnete Lorenzo Mascheroni 32 Dezimalstellen (30 gültige), wovon jedoch die drei Stellen 20 bis 22 falsch sind – anscheinend aufgrund eines Schreibfehlers, sie sind allerdings mehrfach im Buch angegeben. Der Fehler war Anlass für mehrere Neuberechnungen.
| Jahr | Stellen | Autor                                  |               | Jahr/Datum        | Stellen                              | Autor |
| 1734 | 5       | Leonhard Euler                         | 1976          | 20.700            | Richard P. Brent                     |       |
| 1735 | 15      | Leonhard Euler                         | 1979          | 30.100            | Richard P. Brent & Edwin M. McMillan |       |
| 1790 | 19      | Lorenzo Mascheroni                     | 1993          | 172.000           | Jonathan Borwein                     |       |
| 1809 | 22      | Johann Georg Soldner                   | 1997          | 1.000.000         | Thomas Papanikolaou                  |       |
| 1811 | 22      | Carl Friedrich Gauß                    | 1998          | 7.286.255         | Xavier Gourdon                       |       |
| 1812 | 40      | Friedrich Bernhard Gottfried Nicolai   | 1999          | 108.000.000       | Xavier Gourdon & Patrick Demichel    |       |
| 1826 | 19      | Adrien-Marie Legendre                  | 8. Dez. 2006  | 116.580.041       | Alexander J. Yee & Raymond Chan      |       |
| 1857 | 34      | Christian Fredrik Lindman              | 18. Jan. 2009 | 14.922.244.771    | Alexander J. Yee & Raymond Chan      |       |
| 1861 | 41      | Ludwig Oettinger                       | 13. März 2009 | 29.844.489.545    | Alexander J. Yee & Raymond Chan      |       |
| 1867 | 49      | William Shanks                         | 22. Dez. 2013 | 119.377.958.182   | Alexander J. Yee                     |       |
| 1871 | 99      | J. W. L. Glaisher                      | 15. März 2016 | 160.000.000.000   | Peter Trueb                          |       |
| 1871 | 101     | William Shanks                         | 18. Mai 2016  | 250.000.000.000   | Ron Watkins                          |       |
| 1877 | 262     | John Couch Adams                       | 23. Aug. 2017 | 477.511.832.674   | Ron Watkins                          |       |
| 1952 | 328     | John William Wrench, Jr.               | 26. Mai 2020  | 600.000.000.100   | Seungmin Kim & Ian Cutress           |       |
| 1961 | 1050    | Helmut Fischer & Karl Zeller           | 13. Mai 2023  | 700.000.000.000   | Jordan Ranous & Kevin O’Brien        |       |
| 1962 | 1270    | Donald E. Knuth                        | 7. Sep. 2023  | 1.337.000.000.000 | Andrew Sun                           |       |
| 1962 | 3566    | Dura W. Sweeney                        |               |                   |                                      |       |
| 1973 | 4879    | William A. Beyer & Michael S. Waterman |               |                   |                                      |       |